# E pluribus unum

E Pluribus Unum znajdujące się w Wielkiej Pieczęci Stanów Zjednoczonych, będące jednym z narodowych dewiz w czasie jej stworzenia

E pluribus unum, z łac. „Z wielu, jeden” (lub „jeden z wielu”) – tradycyjne, trzynastoliterowe motto USA, znajdujące się na Wielkiej Pieczęci Stanów Zjednoczonych razem z Annuit cœptis (z łac. „wspiera zamiary” lub „sprzyja w dziele”) oraz Novus ordo seclorum (z łac. „nowy porządek wieków”) przyjęte przez Kongres w 1782 roku. Nigdy nie skodyfikowane prawnie, e pluribus unum było uważane de facto za motto Stanów Zjednoczonych, dopóki w 1956 roku Kongres nie ustanowił In God We Trust (z ang. „Bogu ufamy”) oficjalnym mottem.

## Znaczenie
Tradycyjnie rozumiane znaczenie mówi, że z wielu stanów (kolonii) wyrósł jeden naród. Jednak w ostatnich latach sugeruje się, że jakoby z wielu plemion, ras, religii, języków oraz przodków wyrosło jedno plemię i jeden naród – jak w tyglu.